# Luís Francisco Gonçalves Junqueira

Brasão de Luis Francisco Gonçalves, Barão de Jacuípe

Luís Francisco Gonçalves Junqueira, primeiro e único barão de Jacuípe (Salvador, 25 de agosto de 1795 — 2 de setembro de 1860 ) foi um usineiro brasileiro.
Proprietário de terras na Bahia, casou-se com Maria do Patrocínio de Almeida Junqueira, foi agraciado barão em 14 de março de 1860.